# Rieko Ioane
Pour les articles homonymes, voir Ioane.

a Compétitions nationales et continentales officielles uniquement.

b Matchs officiels uniquement.
Dernière mise à jour le 19 août 2025.
Rieko Ioane est un joueur international néo-zélandais de rugby à XV et à sept évoluant aux postes d'ailier ou de centre. Il commence sa carrière professionnelle de rugby avec l'équipe de Nouvelle-Zélande de rugby à sept en 2015. Il connait ensuite une ascension rapide vers le haut niveau, enchainant les débuts en ITM Cup avec Auckland, la tournée des Maoris de Nouvelle-Zélande, ses débuts en Super Rugby avec les Blues, sa participation aux Jeux olympiques et enfin les débuts internationaux avec les All Blacks.
Il est le frère cadet de Akira Ioane avec qui il évolue en province, en franchise, avec les Maoris All Blacks et en sélection national de rugby à sept.

## Biographie
D'origine maori, Rieko Ioane est né à Auckland le 18 mars 1997 d'un père, Eddie, international samoan et d'une mère internationale néo-zélandaise, Sandra Wihongi de son nom de jeune fille,. Lui et son frère Akira, ont étudié et joué au rugby à la Auckland Grammar School. Il est le frère de Akira Ioane, né le 16 juin 1995 et qui évolue au poste de troisième ligne centre au rugby à XV et pilier au rugby à sept. Ils évoluent tous deux avec Auckland, les Blues, les Maoris All Blacks et avec l'équipe nationale de rugby à sept.

## Carrière

### Débuts dans le monde professionnel (2015)

#### Avec la sélection nationale de rugby à sept
Rieko Ioane fait ses débuts avec l'équipe de Nouvelle-Zélande de rugby à sept le 6 février 2015 à l'occasion du Wellington Sevens, il a alors 17 ans. La Nouvelle-Zélande remporte le tournoi en battant en finale l'Angleterre sur le score de 26 à 21, grâce notamment à un essai de Rieko Ioane qui aura commencé cinq rencontres sur les six disputés par son équipe et inscrit six essais, soit un de moins que le meilleur marqueur du tournoi, l'écossais Damien Hoyland,. Le capitaine anglais Tom Mitchell déclare alors à propos du jeune joueur : « Je n'avais pas réalisé qu'il avait seulement 17 ans. Il n'avait certainement pas l'air d'avoir cet âge. Il est le joueur de 17 ans le plus fort que je n'ai jamais croisé ! Il est a n'en pas douté un  joueur talentueux sur qui il faudra compter à l'avenir ».
Reiko Ioane fini la saison en disputant les cinq autres étapes (Las Vegas, Hong Kong, Tokyo, Glasgow et Londres),,. La Nouvelle-Zélande termine la compétition à la troisième place derrière les fidjiens et les Sud-africains.

#### Sélection avec les Maoris de Nouvelle-Zélande
En raison de la coupe du monde qui se déroulera entre septembre et novembre, les Maoris All Blacks font leur tournée au mois de juillet. Rieko et Akira sont sélectionnés avec l'équipe pour la première fois. Rieko Ioane joue le premier match face aux fidjiens en tant qu'ailier (victoire 27-26) ainsi que le second face aux Barbarians néo-zélandais où les maoris sont battus sur le score de 34 à 17.

#### En ITM Cup
Rieko Ioane fait ses débuts en ITM Cup avec sa province natale de Auckland le 23 août 2015 contre Taranaki. Rieko Ioane commence le match en tant que remplaçant et inscrit son premier essai professionnel en rugby à XV, aidant son équipe à remporter le match sur le score de 30 à 24. Son équipe parvient en finale et de la compétition et échoue en perdant contre le champion en titre, Canterbury, match auquel Rieko Ioane n'a pas participé. Il joue un total de six matchs, pour deux titularisations et deux essais inscrits.

### Ascension rapide (2016)

#### Rugby à sept et Jeux olympiques
Rieko Ioane rejoint la sélection nationale pour la tournée océanienne comprenant les tournois australiens et néo-zélandais. La Nouvelle-Zélande remporte le tournoi de Wellington grâce notamment à un essai en finale de Rieko Ioane. La semaine suivante, à Sydney, Rieko Ioane inscrit le dernier essai de la finale face aux Australiens, dans le temps additionnel, alors que son équipe est menée sur le score de 24 à 22. Finalement, les Néozélandais remportent la Cup sur le score de 27 à 24. Il est alors retenu par les Blues pour faire ses débuts en Super Rugby. Rieko Ioane fait son retour sur le circuit de rugby à sept pour les tournois européens de Paris et de Londres, en vue des prochains Jeux olympiques. Il termine meilleur marqueur d'essais du dernier tournoi de la saison à Londres avec dix essais inscrits.
Il est sélectionné par Gordon Tietjens pour disputer les Jeux olympiques 2016 avec sa sélection nationale, mais la Nouvelle-Zélande ne parvient pas à passer les quarts de finale de la compétition après une défaite en poule contre le Japon (12-14) puis la Grande-Bretagne (19-21) et enfin en quart de finale contre les fidjiens (7-12). Les All Blacks terminent à la cinquième place et Rieko Ioane aura disputé les six rencontres, chacune d'entre-elles en tant que titulaire, pour deux essais inscrits face à la France et l'Argentine.

#### Débuts en Super Rugby
Sélectionné avec les Blues, Rieko Ioane intègre l'équipe le 19 mars 2016 à l'occasion d'une rencontre contre les Australiens des Queensland Reds. Il commence la rencontre en tant que titulaire au poste d'ailier, le match se finissant sur le score de 25 à 25. Rieko Ioane dispute un total de 5 matches, pour cinq titularisations et deux inscrits. Il dispute tous les matches au poste d'ailier. Les Blues terminent la compétition à la onzième place du classement général, ne parvenant pas à se qualifier pour les phases finales de la compétition,. Lors du premier match de l'édition 2017 du Super Rugby, il inscrit 3 essais contre les Rebels alors qu'il joue centre.ote 

#### Cadre avec Auckland
Il dispute la saison 2016 de Mitre 10 Cup avec Auckland, qui termine à la sixième place de la Premiership Division, ne permettant pas à l'équipe de se qualifier pour les phases finales de la compétition. Rieko Ioane jouera un total de neuf matches, pour autant de titularisations et dix essais inscrits.

#### Premières sélections nationales
Après la fin de la saison de Mitre 10 Cup, Rieko Ioane est sélectionné pour participer à la tournée de novembre des All Blacks,. Alors présent aux États-Unis pour un match contre l'Irlande, Rieko Ioane, non sélectionné par Steve Hansen, rejoint le groupe des Maoris All Blacks également en tournée pour un match face aux États-Unis.
La semaine, à la suite de la défaite de la Nouvelle-Zélande face aux Irlandais, Steve Hansen procède à des changements pour le match suivant face aux Italiens. Rieko Ioane est remplaçant et rentre à la place de Israel Dagg pour inscrire son premier essai international. Il devient le huitième plus jeune néo-zélandais à faire ses débuts internationaux à l'âge de 19 ans et 239 jours. Il connait sa deuxième sélection face au XV de France, match une nouvelle fois commencé sur le banc.

#### Récompenses individuelles de la saison 2016
À l'occasion des New Zealand Rugby Awards 2016, Rieko Ioane est nommé pour le titre de meilleur joueur de la Mitre 10 Cup, pour celui du meilleur joueur néo-zélandais de rugby à sept et enfin, pour le titre du meilleur Maori. Il remporte le titre de meilleur joueur néo-zélandais de rugby à sept de la saison 2016, les autres titres étant gagnés respectivement par Jordie Barrett et Dane Coles.

### Nouvelle saison
Pour le match d'ouverture du Super Rugby 2017 face aux Melbourne Rebels, Rieko Ioane, profitant de l'indisponibilité de Sonny Bill Williams, est titularisé au poste de centre, Tana Umaga le préférant à Rene Ranger. Il inscrit à cette occasion un triplé.

## Palmarès

### En équipe nationale
- Vainqueur du Rugby Championship en 2017, 2018, 2020, 2021, 2022 et 2023.

### Distinctions personnelles
- Révélation World Rugby de l'année en 2017

## Statistiques
Au 19 août 2025, Rieko Ioane compte 84 capes en équipe de Nouvelle-Zélande, dont 73 en tant que titulaire, depuis le 12 novembre 2016 contre l'équipe d'Italie à Rome. Il inscrit 38 essais (190 points). Avec les Kiwis, il dispute deux Coupe du monde en 2019 et en 2023. Il participe à neuf éditions du Rugby Championship, en 2017, 2018, 2019, 2020, 2021, 2022, 2023, 2024 et 2025. Il dispute 36 rencontres dans cette compétition,.